# Dipseudopsis capensis
Dipseudopsis capensis is een schietmot uit de familie Dipseudopsidae. De soort komt voor in het Afrotropisch en het Palearctisch gebied.